# Calycorectes wurdackii
Espèce
Synonymes
- Eugenia wurdackii (McVaugh) Mattos[1]

Statut de conservation UICN

 VU D2 : Vulnérable
Calycorectes wurdackii est une espèce de plantes à fleurs de la famille des Myrtaceae.
Selon Plants of the World Online, c'est un synonyme d'Eugenia wurdackii. Selon ce site, c'est un arbre trouvé dans le nord-est du Pérou où il pousse en milieu tropical humide. 

## Publication originale
- Memoirs of The New York Botanical Garden 18(2): 225. 1969.